# 平尾美保
平尾 美保（ひらお みほ、3月5日 - ）は、東京都出身のDJ、ラジオパーソナリティ。

## 来歴・人物
ニューヨーク在住経験有り。青山学院女子短期大学卒。ソニー・ミュージックエンタテインメント入社後、フリーのDJへ転向。

## 過去の出演番組
- ファンキートマト（テレビ神奈川）1991年頃～1993年3月の番組終了まで
- ミュージックトマト（テレビ神奈川）1992年頃～1993年頃
- TOYOTA GLOBE MUSIC NETWORK GAEA STATION（TBSラジオ）
- Rockin' Hot File（J-WAVE）
- TOKIO LIFE（J-WAVE） 1997年4月～1999年3月
- Jam the WORLD （J-WAVE、毎週月曜日 - 金曜日　～2007年9月27日）
- MD-U4 presents CLUB RAMOS （FM OSAKA制作、ラモス瑠偉がメインパーソナリティを担当していた）